# Buri

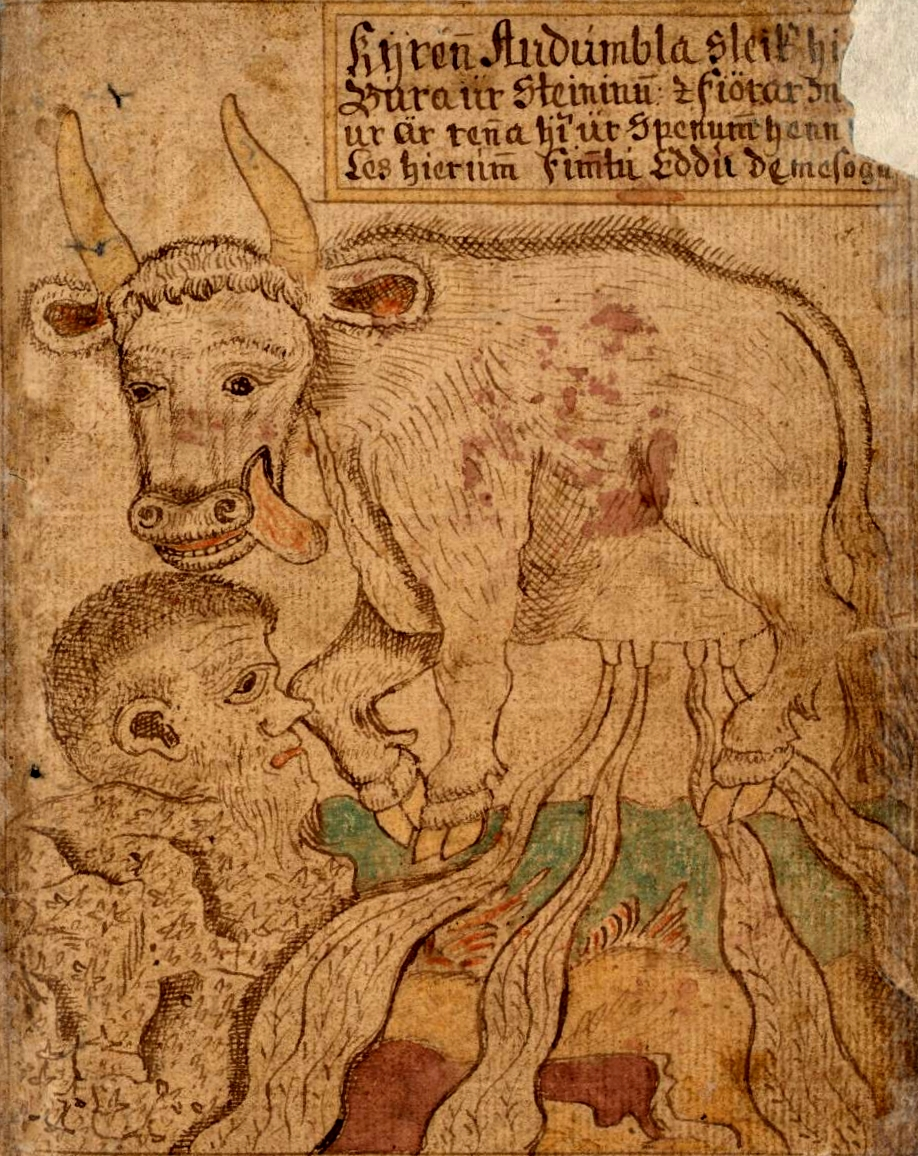
Buri es lamido fuera del salado bloque de hielo por la vaca Auðumbla en esta ilustración del siglo XVIII de un manuscrito islandés.

Buri fue el primer dios en la mitología nórdica. Siendo esta deidad primordial el padre de Bor y abuelo de Odín. Fue despertado del hielo por la vaca Auðumbla que lamía el hielo salado de Ginnungagap. La única fuente existente de este mito es la Edda prosaica de Snorri Sturluson.

Hon sleikti hrímsteinana er saltir váru. Ok hinn fyrsta <dag> er hon sleikti steina, kom ór steininum at kveldi manns hár, annan dag manns höfuð, þriðja dag var þar allr maðr. Sá er nefndr Búri. Hann var fagr álitum, mikill ok máttugr. Hann gat son þann er Borr hét.
Ella lamió los bloques de hielo, que eran salados; y el primer día que ella lamió los bloques, surgió de los bloques en la noche un cabello de un hombre; el segundo día, una cabeza de un hombre; el tercer día todo el hombre estaba allí. Él se llama Buri: tenía facciones delicadas, grande y poderoso. De él surgió un hijo llamado Bor[.]
Gylfaginning 6-10 (Traducción de Brodeur)

Buri no es mencionado en ningún lado en la Edda poética. En la Skáldskaparmál, Snorri Sturluson cita el siguiente verso del poeta Þórvaldr Blönduskáld perteneciente al siglo XII..

Nú hefk mart

í miði greipat

burar Bors,

Búra arfa.
Ahora he arrebatado

Mucha hidromiel [hizo mucha poesía]

Del heredero de Buri

Hijo de Bor [Odín]. —
Edición de Finnur Jónsson Traducción de Faulkes